# Kjetil Mørland
Kjetil Mørland (nascido em 3 de outubro de 1980), mais conhecido como Mørland, é um cantor e compositor norueguês.
Representou a Noruega no Festival Eurovisão da Canção 2015, juntamente com Debrah Scarlett, com a sua música "A Monster Like Me".